# Пенчева, Аня
А́ня А́нгелова Пе́нчева (болг. Аня Ангелова Пенчева; род. 12 сентября 1957) — болгарская актриса театра и кино.

## Биография
Аня Пенчева родилась 12 сентября 1957 года в городе Смолян. В 1969 году в двенадцатилетнем возрасте дебютировала в кино, снявшись в фильме «Царь Иван Шишман». В 1980 году окончила ВИТИЗ (ныне НАТФИЗ), актёрский курс профессора С. Стоянова. Работала в Болгарском Молодёжном театре, с 1987 года актриса Национального театра им. И. Вазова.
Российскому зрителю Аня Пенчева прежде всего известна по работам в кино совместного советско-болгарского производства: «Наковальня или молот», «Предупреждение», «В поисках капитана Гранта», «Большая игра».
В настоящее время Аня Пенчева продолжает играть в театре, принимает участие в различных телешоу (в 2008 году принимала участие в шоу «Танцы со звёздами», болгарская версия английской программы канала BBC «Stricly come dancing»).

## Личная жизнь
- Первый брак — супруг Сашо Стойков Диков[болг.] (род. 25 июля 1952) — болгарский спортивный журналист; от брака дочь Петя Сашова Дикова[болг.] (род. 17 августа 1984), болгарская журналистка.
- Второй брак — супруг Ивайло Каранётов — болгарский бизнесмен[2]; в браке сын Ангел Каранётов (род. 28 мая 1994) — болгарский мотогонщик, пятикратный чемпион Европы[3][4].

## Фильмография
- 1969 «Царь Иван Шишман / Цар Иван Шишман» — царица Мария
- 1972 «Наковальня или молот» (НРБ, СССР, ГДР) — Магдалена
- 1973 «Последнее слово / Последната дума»
- 1977 «Солнечный удар / Слънчев удар»
- 1979 «Тайфуны с ласковыми именами / Тайфуни с нежни имена» — Розмари
- 1979 «Нечто из ничего / От нищо нещо»
- 1980 «Ночные бдения попа Вечерко / Нощните бдения на поп Вечерко» — Попадья
- 1980 «Почти любовная история / Почти любовна история»
- 1981 «Хан Аспарух / Хан Аспарух» — Эрнике, супруга Аспаруха
- 1981 «Адаптация / Адаптация» — Жечка
- 1981 «Лета / Леталото»
- 1982 «Предупреждение / Предупреждението / Die Mahnung» (НРБ, СССР, ГДР) — Магдалена
- 1982 «Осеннее солнце / Есенно слънце» — Вяра Задгорска
- 1983 «Чёрное и белое / Черно и бяло» — Катя Михайлова
- 1984 «Золотой век / Златният век»
- 1985 «В поисках капитана Гранта / По следите на капитан Грант» (СССР, НРБ) — Онорина, супруга писателя Жюля Верна
- 1985 «Утро ещё не день / Денят не си личи по заранта» — Дороти
- 1985 «Путь музыкантов / Пътят на музикантите» — Васила
- 1986 «Страстное Воскресенье / Страстна неделя» — Попадья
- 1987 «Небо для всех / Небе за всички» — Нелли, стюардесса
- 1988 «Большая игра / Голямата игра» (СССР, НРБ) — Мишель
- 1988 «Время насилия / Време на насилие» — Севда
- 1988 «В понедельник утром / Понеделник сутрин»
- 1989 «Свадебные шутки / Брачни шеги»
- 1991 «Ловчий смерти 4: Последняя великая битва / Deathstalker 4: The Darkest hour» (США) — Джанерис
- 1993 «Круг / Кръговрат» — Мария Константинова Йонова
- 1993 «Жребий / Жребият» — Роза
- 1998 «Шпанская мушка / Испанска муха» — белая вдова
- 2002 «Акулы 3: Мегалодон / Shark Attack 3: Megalodon» (США, Израиль)
- 2004 «Отель Болгария / Хотел България» — Иванна
- 2006 «Время для женщин / Време за жени»